# Метсур, Марье
Марье Метсур (эст. Marje Metsur), урождённая Мария Михайлова (эст. Maria Mihhailova), в 1965—1967 гг. Марье Рыйгас (эст. Marje Rõigas), род. 27 июня 1941, Таллин, Эстония — эстонская актриса театра и кино.
Марье Метсур, урожденная Марии Михайлова, родилась 27 июня 1941 г. в Талин, Эстония. В 1965 году окончила факультет «Сценическое искусство» в Эстонской академии музыки и театра в Талине.
В годам 1965-2009 работала в Таллиннском городском театре (до 1992 года. С 2009 года она актриса-фрилансер.
Самая заметная ее театральная роль (спектакль Мати Унта «Rästiku pihtimus») состоялась в 1979 году в NUKU театр. Помимо театральных ролей, она также сыграла в нескольких фильмах.
В 2006 году награжден орденом Белой Звезды IV степени.
С 1967 года она замужем за эстонским спортсменом и педагогом Каупо Метсур.

## Роли в театре
- 1967 — «Малыш и Карлсон» А. Линдгрен — Малыш
- 1975 — «Ревизор» Н. Гоголя — Анна Андреевна
- 1977 — «Пигмалион» Б. Шоу — Элиза Дулитл
- 1978 — «Чайка» А. Чехова — Нина Михайловна Заречная
- 1982 — «Оптимистическая трагедия» В. Вишневского — Комиссар
- 1989 — «Танго» С. Мрожека — Элеонора
- 1999 — «Преступление и наказание» Ф. Достоевского — Алёна Ивановна

## Фильмография
- 1966 — Письма с острова Чудаков / Kirjad Sõgedate külast — секретарь
- 1971 — Дикий капитан / Metskapten — весёлая девушка
- 1974 — Опасные игры / Ohtlikud mängud — эпизод
- 1977 — Мымми и азбука / Mõmmi ja aabits — белка Ольга
- 1977 — Гадание на ромашке / Karikakramäng — Лейда
- 1981 — Вечное представление / Igihaljas vaatemäng — медицинский работник
- 1981 — Уголовное танго / Kriminaaltango
- 1983 — Замкнутый круг / Suletud ring — эпизод
- 1984 — Оловянные солдатики / Plekkmehed — эпизод
- 1987 — Дикие лебеди / Metsluiged — ведьма
- 1992 — Место любовных битв / Armastuse lahinguväljad — мать
- 1993 — Счастливая улица, 13 / Õnne 13 — Лейли Кергес
- 2005 — Проклятие оборотня / Libahundi needus — поэтесса Росаура Сарапик
- 2007 — Класс / Klass — учительница эстонского языка Эмакеэле
- 2008 — Таарка / Taarka — старая Таарка
- 2010 — Класс: Жизнь после / Klass: Elu pärast — учительница литературы
- 2010 ENSV (роль: Марта)
- 2016 Naabriplika (роль: мать Кристы)
- 2019 Johannes Pääsukese tõeline elu (роль: Хозяйка Цянгу)